# Pedro Requena
Pedro Paulo Requena Cisneros (Lima, 24 de janeiro de 1991) é um futebolista profissional peruano que atua como defensor, atualmente defende o César Vallejo.